# Geotria australis
Geotria australis is een kaakloze vissensoort uit de familie van de zuidelijke prikken (Geotriidae). De wetenschappelijke naam van de soort is voor het eerst geldig gepubliceerd in 1851 door Gray.